# Vera Viczián
Vera Viczián (* 28. September 1972 in Budapest) ist eine ehemalige ungarische Skilangläuferin. 

## Werdegang
Viczián nahm von 2003 bis 2012 an Wettbewerben der Fédération Internationale de Ski teil. Bei den nordischen Skiweltmeisterschaften 2009 in Liberec belegte sie den 81. Platz im Sprint. Bei den Olympischen Winterspielen 2010 in Vancouver erreichte sie den 74. Platz über 10 km Freistil. Den 75. Platz im Sprint und den 69. Platz über 10 km klassisch errang sie bei den nordischen Skiweltmeisterschaften 2011 in Oslo.